# Andrei Sergejewitsch Teljukin
Andrei Sergejewitsch Teljukin (russisch Андрей Сергеевич Телюкин; * 29. Mai 1976 in  Archangelsk, Russische SFSR) war ein russischer Eishockeyspieler (Verteidiger), der seit 2019 Betreuer bei den Fischtown Pinguins Bremerhaven arbeitet.

## Karriere
Teljukin begann seine Karriere in der Saison 1993/94 in der Perwaja Liga bei Molot-Prikamje Perm. Im folgenden Jahr wechselte Teljukin nach Deutschland, wo er drei Jahre bei der Limburger EG in der 2. Liga Nord spielte. In der Saison 1997/98 spielte er noch zwei Spiele für Limburg, ehe er zum Ligakonkurrenten EHC Trier wechselte. Nach nur einem Jahr in Trier schloss er sich dem GEC Nordhorn aus der 1. Bundesliga an, bevor er ebenfalls eine Saison später einen Vertrag beim EHC Neuwied in der 2. Bundesliga unterschrieb. Während der Saison stellte der EHC einen Insolvenzantrag, und Teljukin ging für den Rest der Saison zum Ligakonkurrenten SC Riessersee. Anschließend spielte Teljukin ab der Saison 2000/2001 bis zur Saison 2007/08 in der Deutschen Eishockey Liga. Dort war er zunächst zwei Jahre für die Revierlöwen Oberhausen aktiv, ein Jahr für die Kassel Huskies und zwei weitere Jahre für die Hannover Scorpions, ehe er bis Dezember 2007 im Kader der Füchse Duisburg stand. In der Saison verließ er jedoch die Füchse und spielte eine Saison für Neftechimik Nischnekamsk in der Kontinentalen Hockey-Liga. 2009 wechselte er zum Ligakonkurrenten Awtomobilist Jekaterinburg. Nach der Saison 2009/10 erhielt der Russe keinen neuen Kontrakt bei Awtomobilist, sodass er einen Vertrag bei Rubin Tjumen aus der zweithöchsten russischen Liga, die Wysschaja Hockey-Liga, unterzeichnete. Zur Spielzeit 2011/12 kehrt der Verteidiger nach Deutschland zurück und ging für die Fischtown Pinguins in der 2. Bundesliga aufs Eis.
In der Saison 2016/17 kehrt er nach Diez / Limburg zurück, an den Ort, an dem seine Karriere in Deutschland begann. Er spielt hier für die EG Diez-Limburg Rockets in der Regionalliga West.
2017 wechselte er zu den Rostok Piranhas, nach der Saison 2018/19 beendete er dort seine aktive Spielerkarriere.

## Erfolge und Auszeichnungen
- 2011 Meister der Wysschaja Hockey-Liga mit Rubin Tjumen
- 2014 Meister der DEL2 mit Fischtown Pinguins

## Statistik
(Stand: Ende der Saison 2010/11)